# Diazóxido
El Diazóxido (INN; nombre comercial Proglycem) es un activador de los canales de potasio, que causa una relajación local el músculo liso a través de un incremento de la permeabilidad membranosa hacia los iones de potasio. Esto cambia los canales iónicos voltaje-dependientes de calcio que inhiben la generación de un potencial de acción.

## Usos
Este fármaco es utilizado como un vasodilatador en el tratamiento de la hipertensión aguda o la hipertensión maligna. Además, inhibe la secreción de insulina desde el páncreas, por lo que se utiliza para contrarrestar la hipoglicemia en varios estados de la enfermedad, tales como la insulinoma (un tumor productor de insulina) o el hiperinsulinismo congénito.

## Química
El diazóxido puede ser preparado desde el dicloronitrobenceno: